# Perotinus

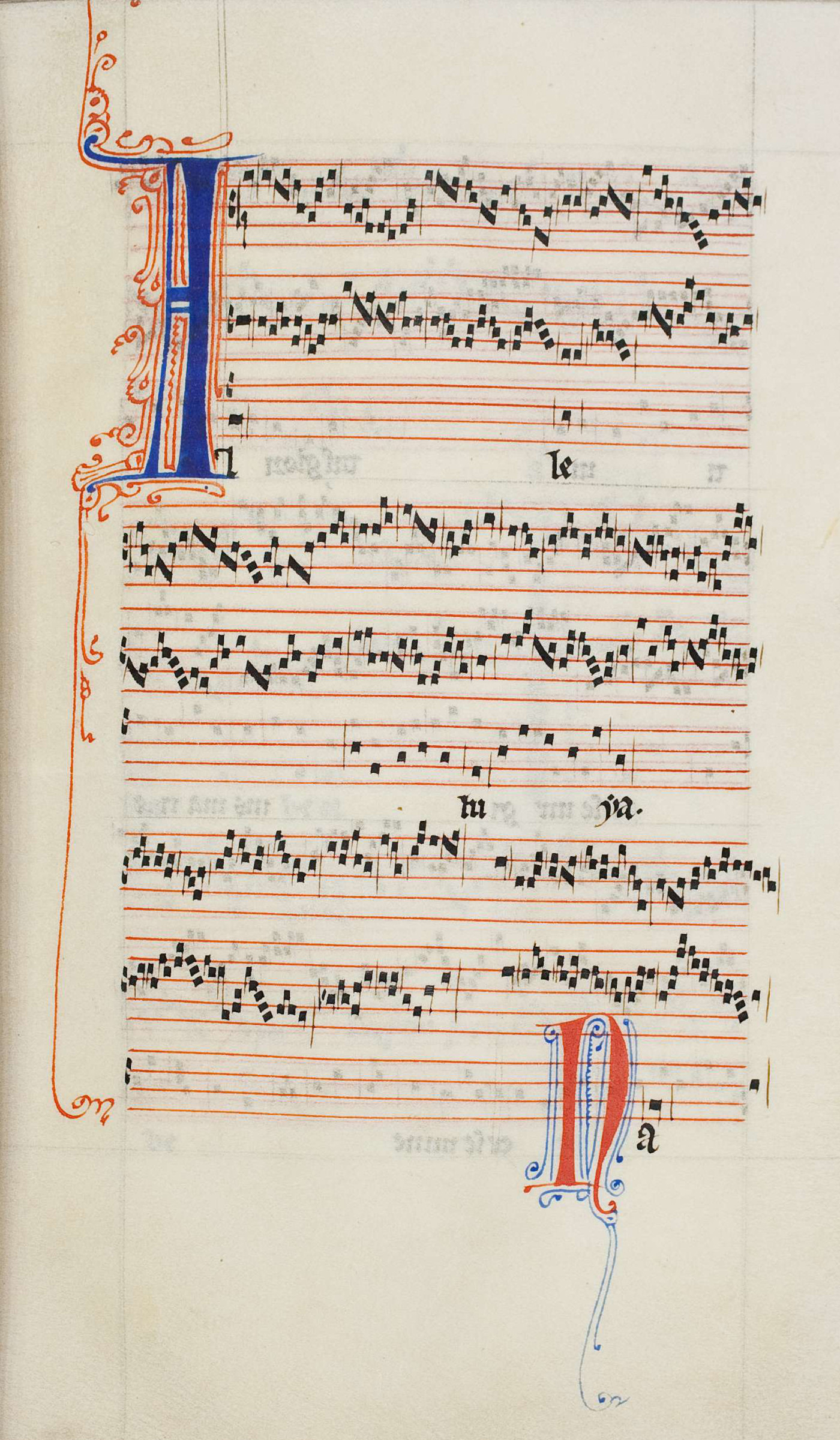
Faksimil av en sida ur Perotinus Alleluia nativitas

Magister Perotinus eller Perotin var en tonsättare som förmodligen var av franskt ursprung, levande och verksam i slutet av 1100- och början av 1200-talen. Han representerar de kända medlemmarna i vad som kallats Notre Dame-skolans polyfoni och är en av de ytterst få så tidiga kompositörer vars namn fortlevat till våra dagar och som med någon säkerhet kan tillskrivas enskilda kompositioner; detta härrör från vittnesbörd av en engelsk student, som ironiskt nog själv förblivit anonym och som nu refereras till som Anonymous IV, som skrev om Perotin. Anonymous IV kallade honom Magister Perotin vilket betyder Perotin mästaren eller experten. Namnet Perotin kommer av "Perotinus", det latinska diminutivet av Petrus som i sin tur är den latinska varianten av det franska namnet Pierre (just såsom Leonin kommer av "Leoninus", den latinska diminutionen av det franska namnet Leo). Perotinus var verksam i den kyrka i Paris som senare ersattes av Notre-Dame-katedralen. Han anses som en av ars antiquas främste mästare och komponerade i de två stilar som kallas organum och conductus.

## Verk
Organumsatserna Viderunt omnes, förmodligen komponerad till jul 1198, och Sederunt principes från 1199, är de tidigast kända bevarade exemplen på västeuropeisk komponerad fyrstämmighet.

## Influenser
Perotinus musik har varit en inspirationskälla för många tonsättare inom den minimalistiska rörelsen, till exempel Steve Reich, särskilt i dennes verk Proverb.